# Western Stars
Western Stars is het negentiende studioalbum van de Amerikaanse singer-songwriter Bruce Springsteen. Het album werd uitgebracht in 2019 en is Springsteens eerste studioalbum sinds 2014. 

## Achtergrond
Bruce Springsteen is in 1975 doorgebroken met het rockalbum Born to Run. Hij heeft zowel rockalbums uitgebracht zoals The River en Born in the USA als ingetogen, akoestische albums zoals Nebraska en The Ghost of Tom Joad. Op de meeste rockalbums wordt Springsteen bijgestaan door de E Street Band, anders speelt hij meestal solo.
Op dit album speelt hij door country en folk beïnvloedde orkestrale popmuziek uit de late jaren zestig en de vroege jaren zeventig. Deze muziek is beïnvloed door artiesten als Glen Campbell, Burt Bacharach, Scott Walker, Dionne Warwick en Ennio Morricone. Alle nummers zijn door Springsteen zelf geschreven. Er staan vooral ingetogen, melodieuze nummers op dit album, maar ook up-tempo songs.

## Nummers
| 1.                 | Hitch hikin'                 | 3:37 |
| 2.                 | The wayfarer                 | 4:18 |
| 3.                 | Tucson train                 | 3:31 |
| 4.                 | Western stars                | 4:41 |
| 5.                 | Sleepy Joe's café            | 3:14 |
| 6.                 | Drive fast (The stuntman)    | 4:16 |
| 7.                 | Chasin' wild horses          | 5:03 |
| 8.                 | Sundown                      | 3:17 |
| 9.                 | Somewhere north of Nashville | 1:52 |
| 10.                | Stones                       | 4:44 |
| 11.                | There goes my miracle        | 4:05 |
| 12.                | Hello sunshine               | 3:56 |
| 13.                | Moonlight motel              | 4:16 |
| Totale duur: 50:50 |                              |      |

## Muzikanten
De E Street Band speelt niet mee op dit album. Wel doen er zo’n twintig muzikanten mee (strijkers, blazers en pedaal steelgitaar). Springsteens vrouw Patti Scialfa zingt, zoals gebruikelijk, mee op dit album. Ook wordt er meegespeeld door David Sancious (die in de beginjaren deel uitmaakte van de E Street Band), Charlie Giordano (keyboard en accordeon) en violist en zangeres Soozy Tyrel (die ook meespeelde op We shall overcome: the Seeger sessions uit 2006).

## Productie
Het album is geproduceerd door Bruce Springsteen samen met Ron Annielo, die ook heeft meegewerkt aan de vorige twee studioalbums van Springsteen (Wrecking Ball en High Hopes) en die ook heeft gewerkt met onder andere Shania Twain, Lifehouse en Barenaked Ladies. Het album is opgenomen in de huisstudio van Springsteen in New Jersey met aanvullende opnamesessies in New York en Californië. 
Er zijn drie singles van dit album verschenen: 
- "Hello sunshine"
- "There goes my miracle"
- "Tucson train"

E Street Band: Bruce Springsteen · Roy Bittan · Nils Lofgren · Patti Scialfa · Garry Tallent · Steven Van Zandt · Max Weinberg
Jake Clemons · Charles Giordano · Soozie Tyrell
Voormalige leden: Ernest Carter · Clarence Clemons · Danny Federici · Vini Lopez · David Sancious
Voormalige tourmuzikanten:
Everett Bradley · Barry Danielian · Clark Gayton · Curtis King · Suki Lahav · Ed Manion · The Miami Horns · Cindy Mizelle · Michelle Moore · Tom Morello · Curt Ramm · Jay Weinberg